# Kineas von Thessalien
Kineas (altgriechisch Κινέας) war ein thessalischer Feldherr im antiken Griechenland des späten 6. Jahrhunderts v. Chr. Er stammte aus einem nicht näher bekannten Ort namens Konion oder Konde.
Wohl im Jahr 512/11 v. Chr. war Kineas mit einem 1.000 Mann starken thessalischen Reiterheer dem Tyrannen von Athen, Hippias, im Kampf gegen die Spartaner zu Hilfe gekommen. Über das Landungsheer der Spartaner unter Anchimolios trug er bei Phaleron einen Sieg davon, allerdings wurde Hippias wenig später von Kleomenes I. besiegt.
Von Herodot wurde Kineas als „König“ (basileus) bezeichnet, aber wahrscheinlicher amtierte er als tagos, das Feldherrenamt des thessalischen Bundes.